# Jonathan Lipnicki
Pour les articles homonymes, voir Lipnicki.
Jonathan Lipnicki est un acteur et producteur américain, né le 22 octobre 1990 à Westlake Village, en Californie. Il est notamment connu pour les films Jerry Maguire (1996), Stuart Little (1999), Le Petit Vampire (2000), Magic Baskets (2002), Stuart Little 2 (2002), Altitude (2017) , le chapiteau des horreurs (2017) .
Il a été aperçu récemment à la télévision dans la série américaine The Resident (saison 3 épisode 4).

## Biographie
Jonathan William Lipnicki est né le 22 octobre 1990 à Westlake Village, Californie, de Joseph Lipnicki et Rhonda Rosen. Il a une sœur aînée, Alexis.
Il a été élevé dans la religion juive.

## Filmographie

### Acteur
| Année | Film                             | Rôle               | Notes     |
| ----- | -------------------------------- | ------------------ | --------- |
| 1996  | Jerry Maguire                    | Ray Boyd           |           |
| 1998  | Docteur Dolittle                 | Baby Tiger (voice) | (cameo)   |
| 1999  | Stuart Little                    | George Little      | Lead Rôle |
| 2000  | Le Petit Vampire                 | Tony Thompson      | Lead Rôle |
| 2002  | Magic Baskets                    | Murph              |           |
| 2002  | Stuart Little 2                  | George Little      | Lead Rôle |
| 2003  | When Zachary Beaver Came to Town | Toby Wilson        |           |
| 2005  | The L.A. Riot Spectacular        | Tom Saltine Jr.    |           |
| 2011  | For the Love of Money            | Young Yoni         |           |
| 2012  | Tag                              | Rush               |           |
| 2013  | Bering Sea Beast                 | Joe                |           |
| 2014  | Bad Ass 2                        | Hammer             |           |
| 2017  | Altitude                         | Rick               |           |

| Année      | Titre                                 | Rôle             | Notes                                          |
| ---------- | ------------------------------------- | ---------------- | ---------------------------------------------- |
| 1996– 1997 | The Jeff Foxworthy Show               | Justin Foxworthy | 15 Épisodes recurring Rôle                     |
| 1997       | Meego                                 | Alex Parker      | 13 Épisodes (main)                             |
| 1997       | The Single Guy                        | Rudy             | Épisode "Big Baby"                             |
| 1997– 2002 | The Rosie O'Donnell Show              | Himself          | 2 Épisodes                                     |
| 2000       | Dawson's Creek                        | Buzz Thompson    | 3 Épisodes                                     |
| 2002       | The Late Late Show with Craig Kilborn | Himself          | 1 Épisode                                      |
| 2002       | HBO First Look                        | Himself          | Épisode "On the Set of 'Stuart Little 2"       |
| 2002       | TV total                              | Himself          | 1 Épisode                                      |
| 2003       | Les Anges du bonheur                  | Stan             | Épisode "The Good Earth"                       |
| 2003       | The Brendan Leonard Show              | Himself          | Épisode "Pirates"                              |
| 2003       | The Sharon Osbourne Show              | Himself          | 1 Épisode                                      |
| 2005       | Les Griffin (Family Guy)              | Wesly (voice)    | Épisode "La Maîtresse de l'intello"            |
| 2005       | Biography (TV series)                 | Himself          | Épisode "Child Stars II: Growing Up Hollywood" |
| 2006       | Kathy Griffin: My Life on the D-List  | Himself          | Épisode "Vegas, Baby!"                         |
| 2008       | Entertainment Tonight                 | Himself          | 1 Épisode                                      |
| 2009       | Monk                                  | Rudy Smith       | Épisode "Mr. Monk Takes the Stand"             |
| 2009       | Glenn Martin DDS                      | Actor (voice)    | Épisode "Korea Opportunities"                  |
| 2011       | The John Kerwin Show                  | Himself          | Épisode "Ed Asner and Jonathan Lipnicki"       |
| 2013       | Family Tools                          | Ryan             | Épisode "Rôle Model"                           |
| 2019       | The Resident                          | Remy Necco       | Épisode "La Nuit des morts vivants"            |

### Producteur
- 2006 : After School

## Distinctions

### Récompenses
- 2e cérémonie des Critics' Choice Movie Awards 1997 : Meilleure performance d'enfant dans une comédie dramatique pour Jerry Maguire (1996).
- 1997 : Young Artist Awards de la meilleure performance pour un acteur âgée de moins de 10 ans dans une comédie dramatique pour Jerry Maguire (1996).
- 2000 : YoungStar Awards de la meilleure performance pour un jeune acteur dans une comédie d'aventure pour Stuart Little (1999).

### Nominations
- 1997 : Young Artist Awards de la meilleure performance pour un jeune acteur âgée de moins de 10 ans dans une comédie dramatique pour Jerry Maguire (1996).
- 1997 : YoungStar Awards de la meilleure performance pour un jeune acteur dans une comédie dramatique pour Jerry Maguire (1996).
- 1999 : The Stinkers Bad Movie Awards de la pire performance pour un jeune acteur dans une comédie d'aventure pour Stuart Little (1999).
- 2000 : Young Artist Awards de la meilleure performance pour un jeune acteur âgée de moins de 10 ans dans une comédie d'aventure pour Stuart Little (1999).
- 27e cérémonie des Saturn Awards 2001 : Meilleur(e) jeune acteur ou actrice dans une comédie d'aventure pour Le Petit Vampire (2000).
- 2001 : Young Artist Awards de la meilleure performance pour un jeune acteur âgée de moins de 10 ans dans une comédie d'aventure pour Le Petit Vampire (2000).

## Anecdotes
- Dans l'épisode 3 de la saison 9 de Les Griffin (Family Guy), le nom de Jonathan Lipnicki est évoqué. Celui-ci fait une brève apparition sous la forme d'un adolescent au physique repoussant : les auteurs insinuent de manière humoristique qu'il n'est plus aussi mignon que dans ses jeunes années.

- Dans l'épisode 17 de la saison 2 de American Dad, Steve Smith se fait passer pour un employé de Jonathan Lipnicki, et prétend avoir été engagé pour vérifier que les oreillers des hôtels dans lesquels il descend sont suffisamment grands pour sa grosse tête.

### Voix francophones
- En France, il a été doublé par Maxime Nivet dans Stuart Little 1 et 2 et dans Le petit vampire, et par Paul Nivet dans Jerry Maguire.
- Au Québec, dans le film Le Petit Vampire sorti en 2000, il est doublé par Xavier Dolan. Dans Le Petit Stuart, c'est Xavier Morin-Lefort qui lui prête sa voix.